# Alta Car and Engineering Company

Logo

Alta war ein englischer Hersteller von Sportwagen und Rennmotoren, die auch in Formel-1-Monoposto-Wagen eingesetzt wurden.

## Innovativer Motorenbau der 1930er-Jahre

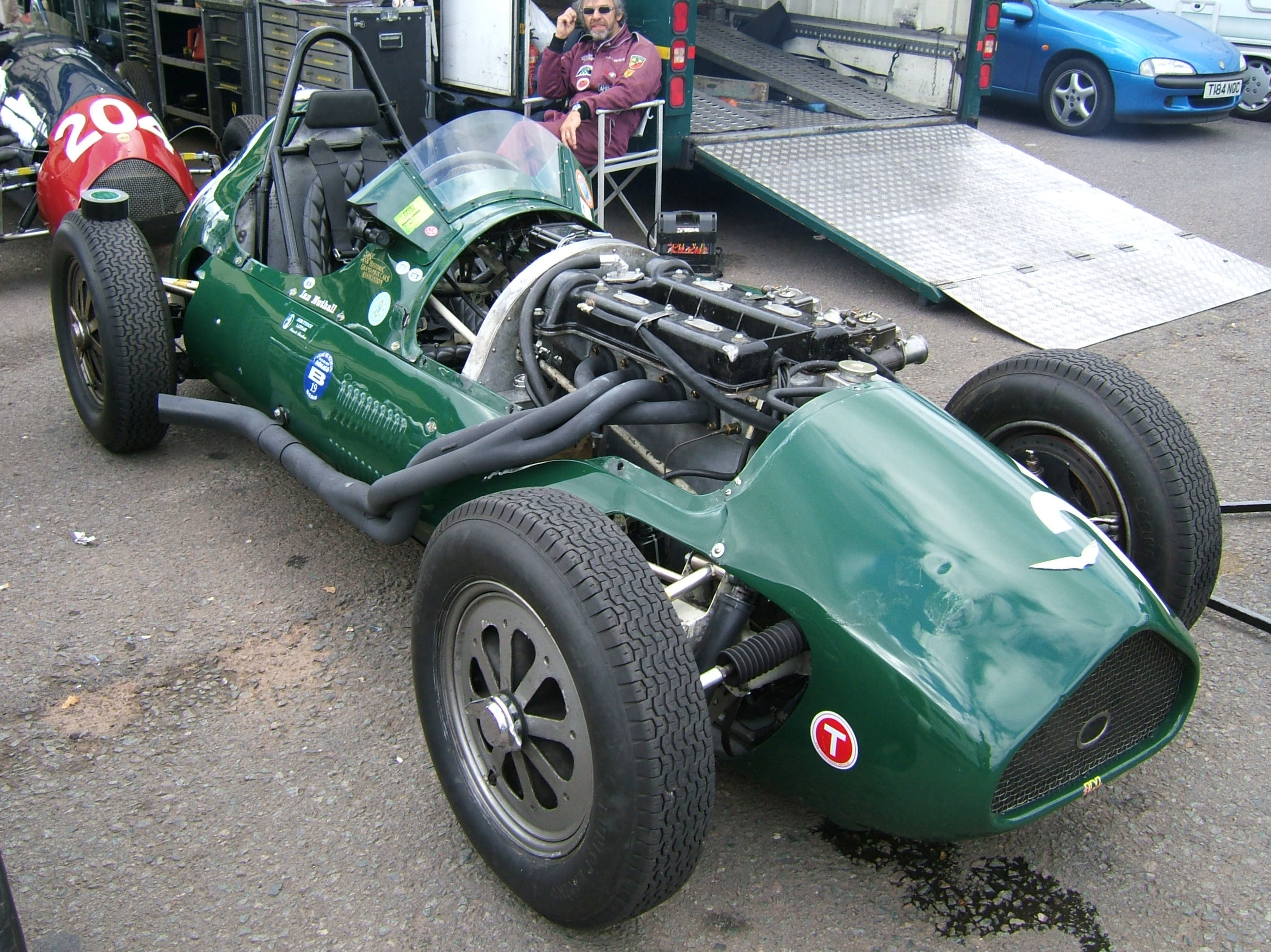
Formel-2-Alta

Die Alta Car and Engineering Company mit Firmensitz in Tolworth war das geistige Kind des begnadeten Ingenieurs Geoffrey Taylor, der selbst mit begrenzten finanziellen Mitteln seine besonderen Ideen im Motorenbau zielstrebig verfolgte. Taylor war gerade einmal 26 Jahre alt, als er 1929 den ersten Alta-Sportwagen konstruierte, der von einem Vierzylinder-DOHC-Motor von 1027 cm³ angetrieben wurde. In kleinen Stückzahlen verkaufte die Firma diese Wagen während des folgenden Jahrzehnts, wobei Taylor mit 1,5 und 2-Liter-Motoren die Wünsche seiner Kundschaft flexibel bediente. Dadurch, dass er „variable“ Zylinder im gleichen Motorblock laufen lassen konnte, war es den Eigentümern möglich, die Fahrzeuge mit vergleichsweise geringen Modifikationen in der jeweils gewünschten Kategorie antreten lassen zu können.
Seit 1934 startete Alta neben den klassischen Sportwagenrennen auch die Produktion von regelrechten monoposti, die vorzugsweise bei Sprintrennen, Bergrennen und Kurzstreckenrennen eingesetzt wurden, wobei sie damit eine attraktive Alternative zu den bereits bewährten ERA-Modellen darstellten. Bei längeren Distanzen offenbarten sie jedoch eine gewisse Unzuverlässigkeit. 1937 stellte man testweise einen richtigen Voiturette-Renner, durchaus vergleichbar mit der Formel 2 nach dem Kriege, mit dem George Abecassis einige Erfolge auf den britischen Inseln erfahren konnte.
Daraufhin plante Taylor den Bau eines 3-Liter-Grand-Prix-Boliden, indem er beabsichtigte zwei Vierzylindermotoren mit einer einzigen Kurbelwelle zu verbinden, doch der Zweite Weltkrieg ließ diese Ambitionen nicht mehr zu. Später sollte der erfolgreichste Motor der Grandprix-Geschichte, der Cosworth-V8, auf einem ähnlichen Prinzip gebaut werden. Das einzige, was noch vor dem Kriege produziert wurde, war ein 2-Liter-Wagen, der durch freiliegende Torsionsstäbe auffiel, was vom Grundprinzip die heutigen Aufhängungsteile vorzeichnete.

## Grand-Prix-Sport
Der Rennsport war Taylors einziges Hobby und so sollte es ihm auch gelingen, den ersten britischen Wagen herzustellen, der nach dem Krieg ein Grand-Prix-Rennen, welches allerdings nicht zur Weltmeisterschaft zählte, siegreich beenden konnte. Während B.R.M. größere Anlaufschwierigkeiten hatte, gelang es Taylor in Zeiten der knappen Materialien und Kapazitäten neben seinem eigentlichen Kerngeschäft doch vergleichsweise erfolgreich jene Pläne von 1937 zu verfolgen. Allerdings erschien der Grand-Prix-Alta erst 1948, was jedoch relativ unerheblich war, da die beherrschenden Alfa Romeo ebenfalls Modelle der Vorkriegsära waren. Dennoch sollten aus finanziellen Gründen die Erfolge der Kundenteams nicht den hohen Erwartungen Taylors entsprechen, sodass die Alta-Motoren später ab der Formel-1-Saison 1952 ihre größten Erfolge als Antriebsquellen von HWM-Rennern und Cooper-Boliden erzielen sollten.

## Serienmodelle
| Modell      | Bauzeitraum | Zylinder | Hubraum  | Leistung         | bei Drehzahl | Radstand |
| ----------- | ----------- | -------- | -------- | ---------------- | ------------ | -------- |
| 1100        | 1931–1939   | 4 Reihe  | 1074 cm³ | 68 bhp (50 kW)   | 6000 min−1   | 2438 mm  |
| 1 1/2 litre | 1935–1939   | 4 Reihe  | 1488 cm³ | 85 bhp (62,5 kW) | 5000 min−1   | 2438 mm  |
| 2 litre     | 1935–1939   | 4 Reihe  | 1960 cm³ | 160 bhp (118 kW) | 5500 min−1   | 2438 mm  |